# Ahold Delhaize
 (août 2020).
Si vous disposez d'ouvrages ou d'articles de référence ou si vous connaissez des sites web de qualité traitant du thème abordé ici, merci de compléter l'article en donnant les références utiles à sa vérifiabilité et en les liant à la section « Notes et références ».
Ahold Delhaize est un groupe international du secteur de la grande distribution d’origine belgo-néerlandaise, né en 2016 à la suite de la fusion du néerlandais Ahold et du belge Delhaize. Le siège social se trouve aux Pays-Bas à Zaandam.

## Histoire
Ahold Delhaize a été créé en juillet 2016 à la suite de la fusion des groupes Ahold et Delhaize. Le premier magasin Delhaize a ouvert en 1867 à Charleroi en Belgique, le premier Albert Heijn en 1887 à Oostzaan aux Pays-Bas.

## Enseignes

### Asie
- Super Indo (détenu à 51 %)

### Europe

#### Belgique
- AD Delhaize
- ah.be
- Albert Heijn
- bol.com
- Delhaize
- Proxy Delhaize
- Shop&go

#### Luxembourg
- Delhaize

#### Grèce
- AB Vassilopoulos
- AB City
- AB Food Market
- AB Shop & Go
- ENA

#### Pays-Bas
- Albert Heijn
- ah.nl
- AH to go
- bol.com
- Etos
- Gall & Gall

#### Portugal
- Pingo Doce

#### Roumanie
- Mega Image

#### Serbie
- Maxi (en)
- Shop'n Go
- Tempo Express

### Amérique du Nord

#### États-Unis
- Food Lion
- Stop & Shop
- Hannaford
- Giant-Carlisle
- Martin's
- Giant-Landover
- Peapod
- bfresh